# Ibio (Cantabria)
Ibio es una localidad del municipio de Mazcuerras, Cantabria (España). Está situado a unos 155 metros de altitud. Dista 5 kilómetros de la capital municipal. Tiene 150 habitantes (Instituto Nacional de Estadística, 2008). Recibe su nombre de la cercana Loma de Ibio (de 798 metros de altitud). Junto con Herrera de Ibio, Riaño de Ibio y Sierra de Ibio, forma el llamado «Concejón de Ibio», en la parte norte del municipio. 

## Historia
Hay una iglesia dedicada a los santos Pablo y Juan, que data de principios del siglo XVIII. Tiene una sola nave. Conserva un retablo barroco. Destaca su pórtico, de madera sobre pilares de piedra.
Destaca la Casona de los Guerra, fortaleza erigida por Juan Gutiérrez de la Vega en la primera mitad del siglo XV sobre una torre defensiva erigida en 1285. Se conservan las fachadas laterales con arcos escarzanos, carpaneles y de medio punto.
Personajes históricos que nacieron en esta localidad fueron:
- Juan Guerra de la Vega, militar que vivió a finales del siglo XV. Participó en la toma del peñón de Vélez de la Gomera (1564), en la Guerra de las Alpujarras y en la batalla de Lepanto.
- Fernando Guerra de la Vega, historiador del siglo XVII, que comenzó la obra Elogios a Cantabria.
- Pedro Gómez de la Torre y Caviedes de la Vega, que fue obispo de Plasencia y falleció en 1779.

## Evolución demográfica
| 2000 | 2001 | 2002 | 2003 | 2004 | 2005 | 2006 | 2007 | 2008 |
| 136  | 141  | 139  | 137  | 137  | 134  | 140  | 149  | 150  |

| 2009 | 2010 | 2011 | 2012 | 2013 | 2014 | 2015 | 2016 | 2017 |
| 156  | 161  | 165  | 164  | 168  | 168  | 167  | 166  | 173  |

- Datos: Q5907880